# Nord-Hidle
Nord-Hidle est une  petite île habitée de la commune de Stavanger, dans le comté de Rogaland en Norvège, dans la mer du nord.

## Description
L'île appartient à l'archipel de Sjernarøyane dans le Boknafjord. Elle se situe à l'est de l'île de Helgøy. Entre les deux se trouve l'îlot inhabité de Hidleholmen. L'île n'est pas rattachée aux autres îles de l'archipel.
La population est d'environ 30 personnes permanentes. Il y a 5 fermes actives. L'agriculture est la principale source de revenus des habitants de l'île.